# Ланфан, Жан
Жан Ланфан (фр. Jean Lenfant; ок. 1615, Абвиль — 9 марта 1674, Париж) — французский рисовальщик пастелью, гравёр резцом на меди, живописец, издатель и торговец гравюрами.

## Биография
Жан Ланфан был сыном мастера-вышивальщика Жана Ланфана Старшего и Мари Сансон.
В 1641 году Ланфан Младший стал учеником своего кузена знаменитого гравёра Клода Меллана, художника короля. В 1664 году Ланфан поселился в Париже. В своём творчестве он пытался развивать оригинальную манеру гравирования, изобретённую Клодом Мелланом.
Он женился на Маргерите Будан, дочери Александра Будана. После смерти Жана Ланфана она снова вышла замуж за Этьена Гантреля, который переехал в семейную мастерскую. Сыном Жана Ланфана был рисовальщик и гравёр Александр-Луи Ланфан.

## Галерея

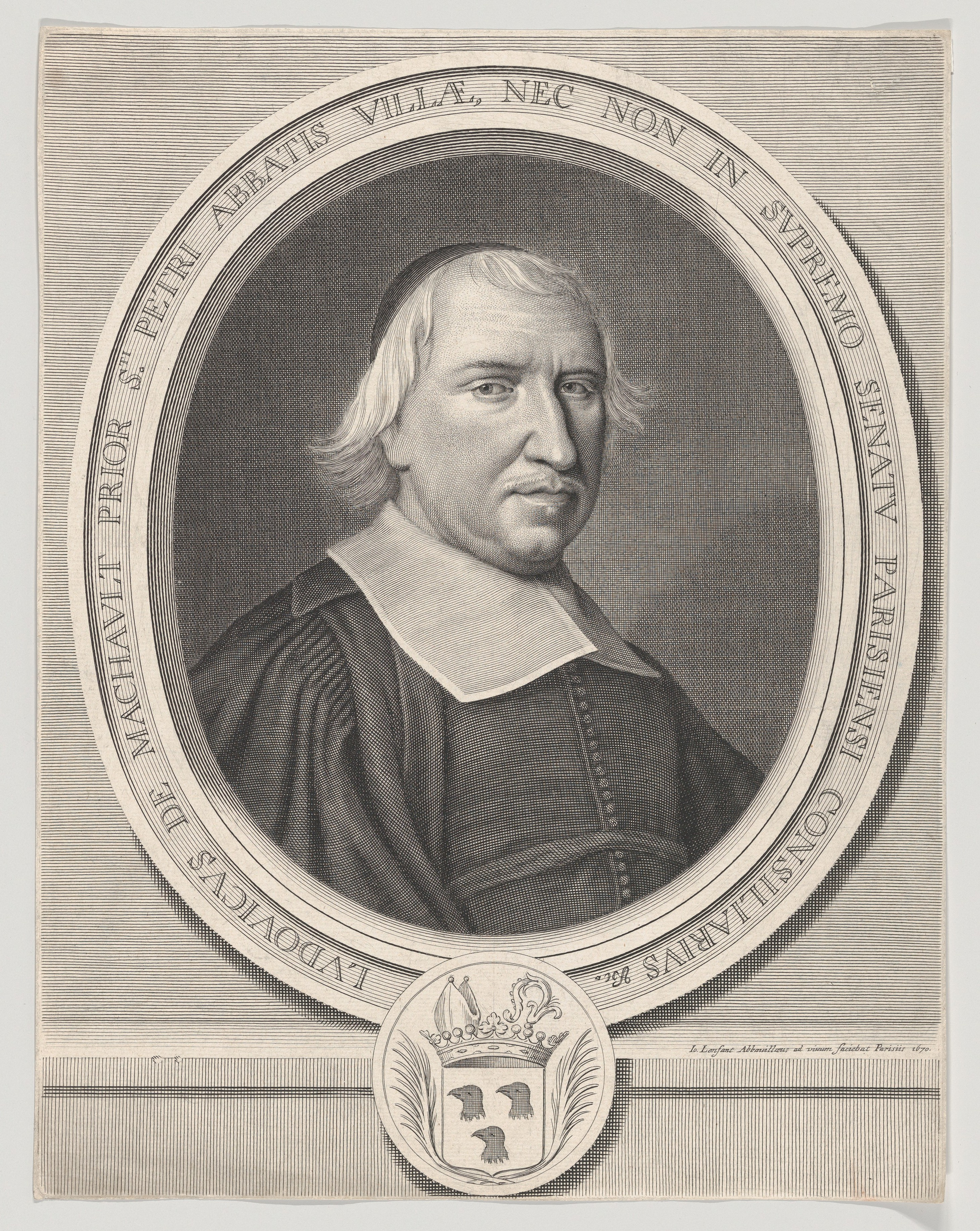
Портрет Луи де Машо д'Арнувиля. 1670. Гравюра резцом
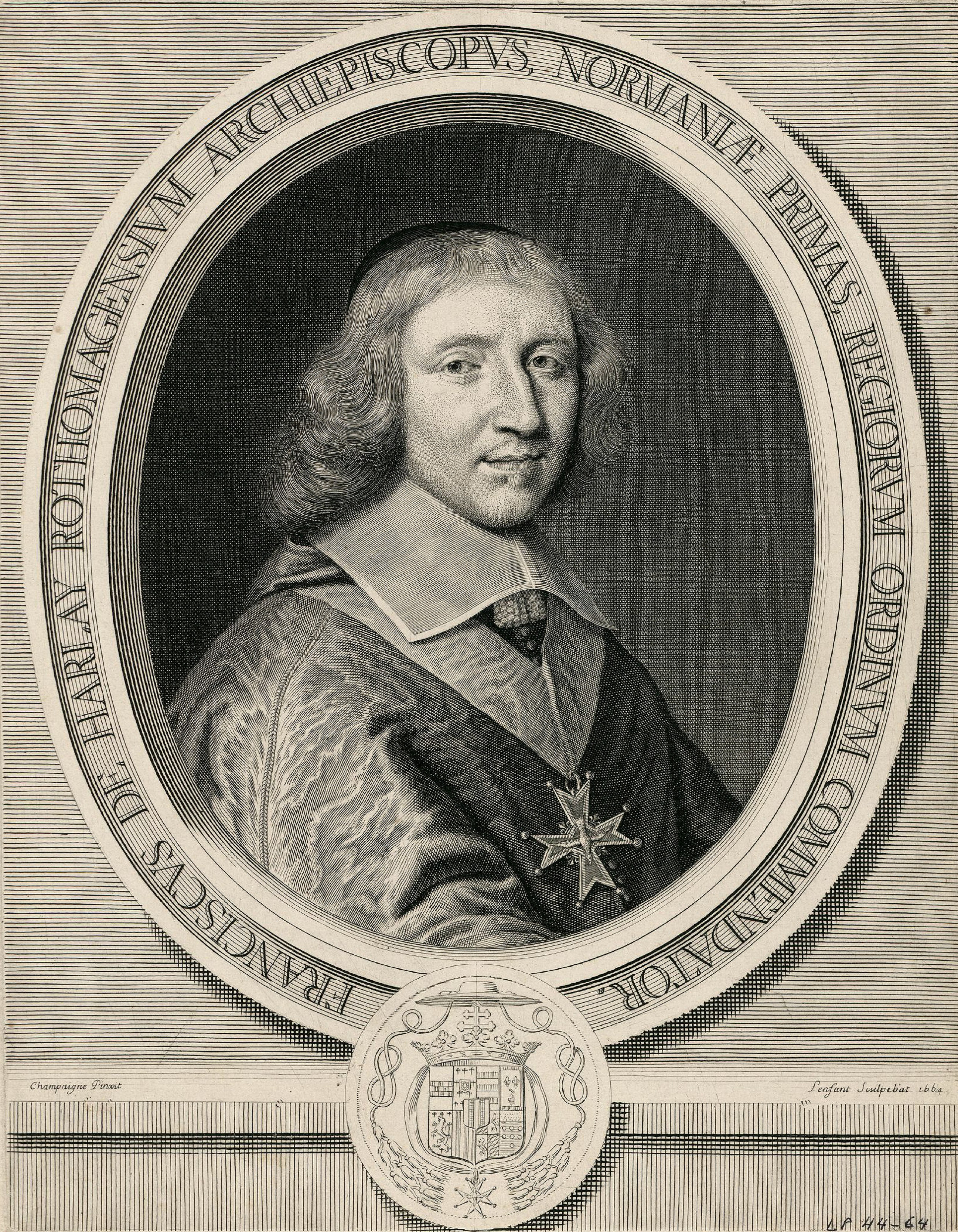
Франсуа де Арле де Шанвалон. 1664. Гравюра резцом
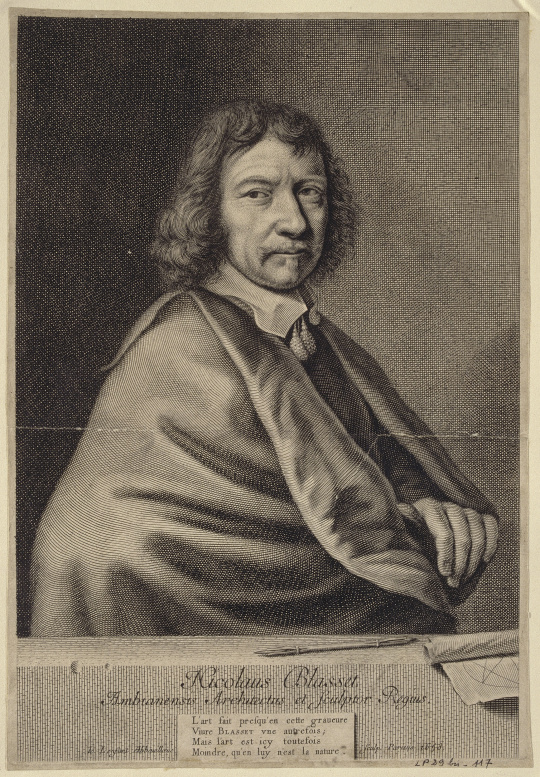
Никола Блассе. 1658. Гравюра резцом
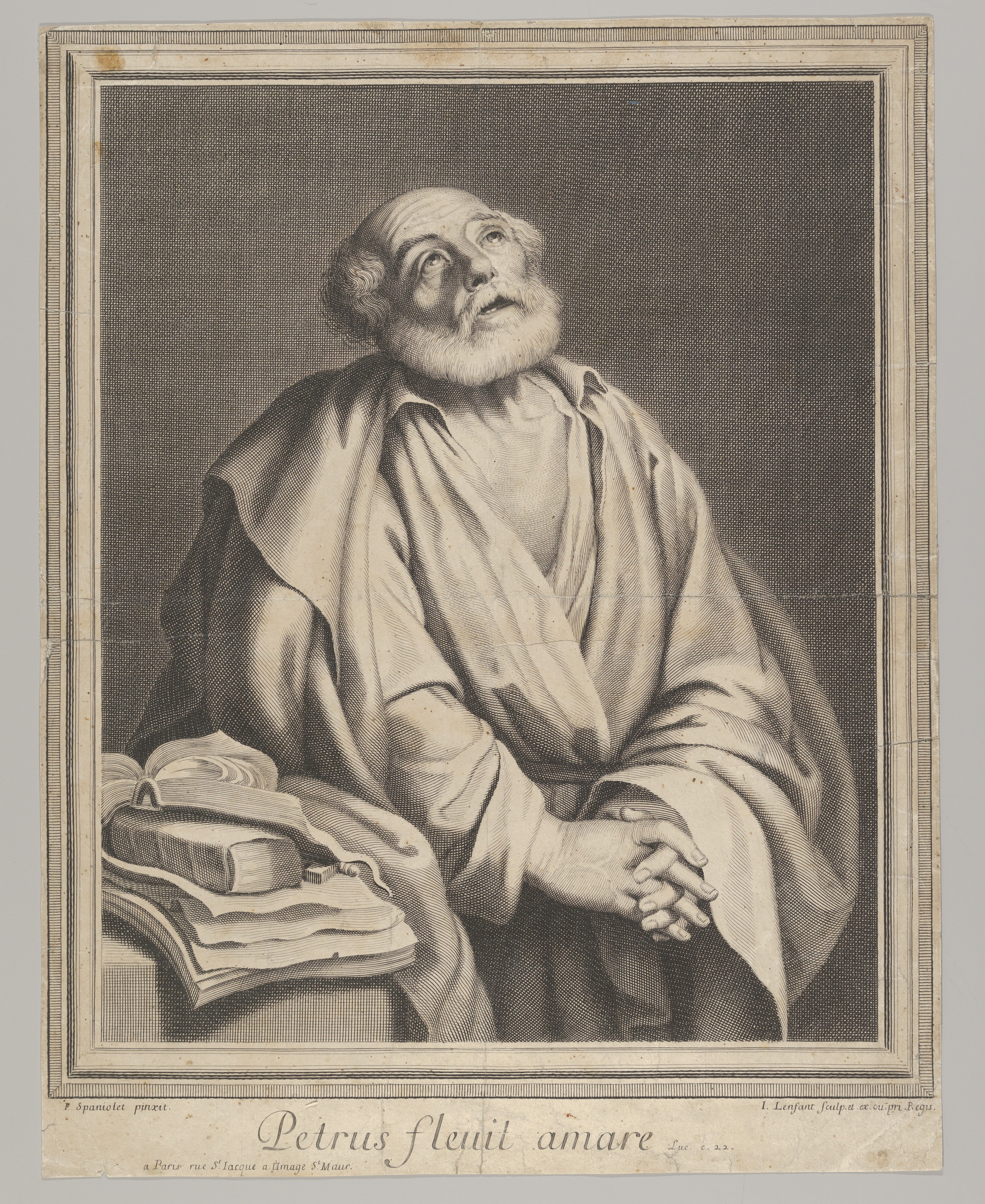
Покаяние Святого Петра. Между 1640 и 1674. Гравюра резцом